# Mary MacKillop
Pour les articles homonymes, voir MacKillop et Mère Marie de la Croix.
Mary MacKillop (15 janvier 1842 - 8 août 1909), en religion sœur Marie de la Croix, est une enseignante des pauvres au XIXe siècle, canonisée le 17 octobre 2010 par le pape Benoît XVI, est la première sainte catholique australienne. Elle était une religieuse catholique australienne qui, avec le Père Julian Tenison-Woods (en), a fondé les Sœurs de Saint-Joseph du Sacré-Cœur (les Joséphites). Elle est connue sous le nom de Mère Marie de la Croix.

## Biographie

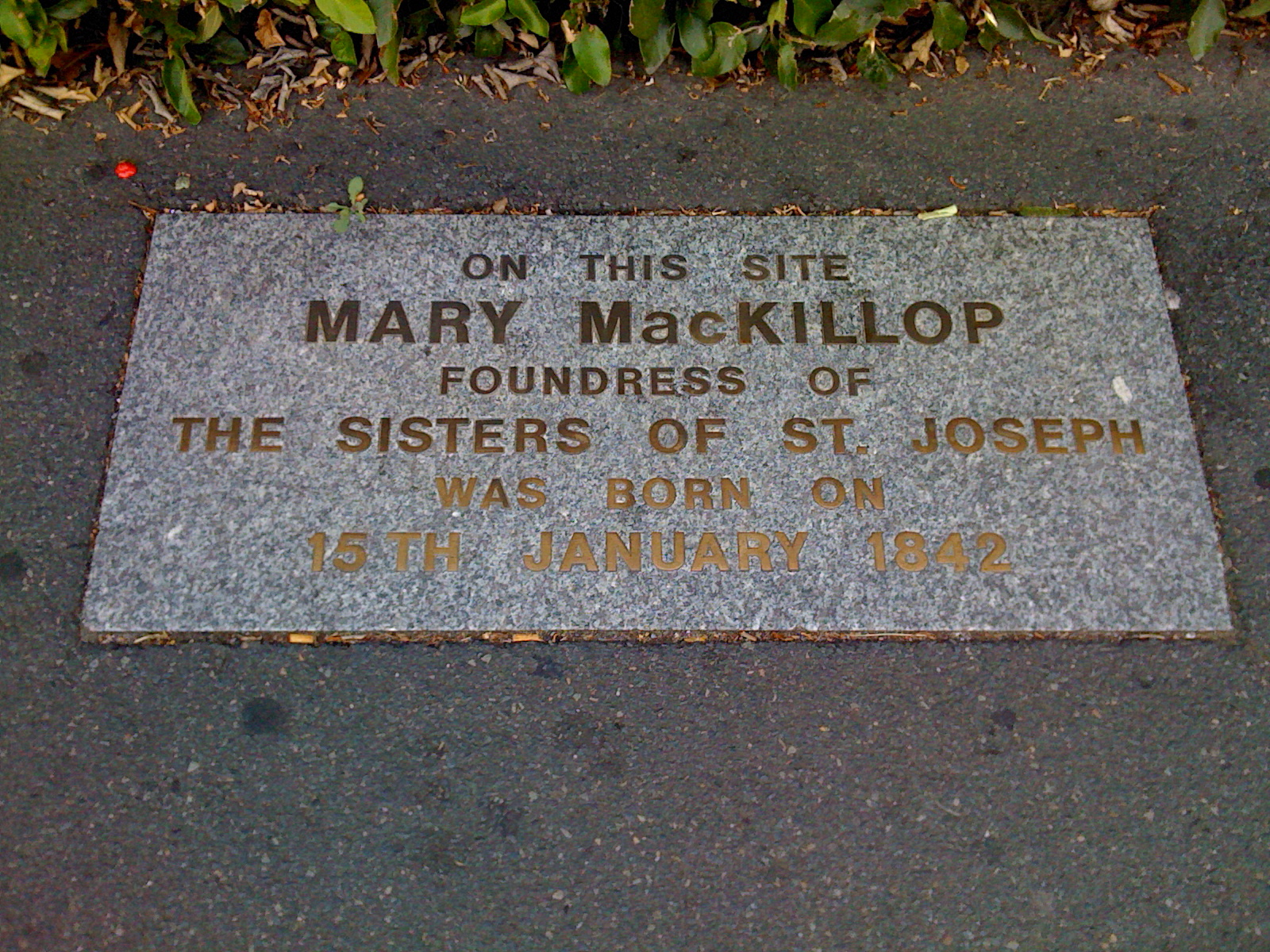
Plaque commémorative pour Mary MacKillop à Fitzroy.

Elle est née à Fitzroy, dans la banlieue de Melbourne, dans l’État de Victoria en 1842, de parents écossais. Melbourne était une ville neuve, puisqu’elle fut fondée en 1835. Sa famille est devenue pauvre et Mary a pris comme emploi un poste d'institutrice à l'âge de 16 ans. Elle a rencontré le Père Julian Tenison Woods qui voulait fonder une congrégation religieuse. Il a voulu que ses membres vivent dans la pauvreté et se consacrent à l'instruction des enfants pauvres. Mary est devenue le premier membre et la supérieure de cette congrégation des Sœurs de St Joseph du Sacré-Cœur, fondée en 1866. Elle a alors ouvert la première école de la congrégation dans une écurie hors d'usage de Penola, en Australie-Méridionale. La Congrégation s'est agrandie rapidement et s'est étendue à Adelaïde et à d'autres régions de la colonie.

### Excommunication
La nature indépendante de l'organisation l'a amenée à être en conflit avec l'évêque d'Adélaïde, Mgr Sheil. Après la fondation des  Josephites, Sheil a nommé le père Julian Tenison Woods directeur général de l'enseignement catholique. Le père Woods a eu des conflits avec d'autres prêtres sur des sujets éducatifs. En 1870, les Joséphites ont eu vent d'allégations selon lesquelles le père Keating, de la paroisse de Kapunda, au nord d'Adélaïde, avait abusé sexuellement des enfants. Les Joséphites dénoncèrent ce prêtre et il fut renvoyé en Irlande dans le déshonneur, sous prétexte d'abus d'alcool. Un collègue de ce prêtre accusé, qui avait de l'influence auprès de l'évêque âgé et malade, a attaqué la réputation des sœurs laissant circuler la rumeur de détournement de fonds. Mary a été  excommuniée en septembre 1871 pour insubordination par Mgr Sheil. La communauté des Joséphites ne fut pas dissoute mais la plupart de ses écoles furent fermées à la suite de cette action. Puisqu'on avait interdit à Mary tout contact avec des membres de l'Église, celle-ci vécut temporairement avec une famille juive, ainsi que chez des prêtres jésuites.
Les fidèles se mirent à déserter l'Église et l'épiscopat australien dut se saisir de l'affaire. Sur son lit de mort, Mgr Sheil demanda que soit levée l'excommunication qui pesait sur Mary MacKillop, ce qui fut fait le 21 février 1872. On considéra les accusations comme non fondées, particulièrement celles ayant trait à l'administration de la Congrégation. Plus tard, une commission épiscopale la disculpa totalement. Les autres investigations ont confirmé que son excommunication était contraire au droit canonique.
Elle est une des rares catholiques excommuniées à avoir été canonisée.

### Expansion
Par la suite, les Joséphites, du nom des religieuses de la congrégation, commencèrent à se développer dans l'Outback et dans d'autres villes d'Australie.
En 1873, Mary alla à Rome et gagna l'approbation du pape qui permit aux Joséphites de garder leur autonomie. Elle était en avance sur son temps : Mary MacKillop dirigea les sœurs dans l'ensemble de l'Australasie à une époque où la région était divisée en colonies séparées. La direction des Joséphites n'a pas reçu l'approbation du père Woods, ni de quelques évêques des diocèses australiens.
Mary MacKillop travailla avec force dans toute l’Australie et en Nouvelle-Zélande, se déplaçant à cheval de Penola à Adélaïde, en passant par l’arrière-pays pour finalement s’installer à Sydney. Elle créa des écoles, des couvents et des établissements charitables comme des orphelinats, des refuges pour sans-abris, pour indigents, pour anciens prisonniers et prostituées, en Australie et en Nouvelle-Zélande.
Elle était fragile de santé et, en 1901, elle fut victime d'une hémorragie cérébrale. Bien qu'elle soit restée mentalement alerte, elle perdit sa mobilité et mourut en 1909. Depuis sa mort, les sœurs de Saint-Joseph continuent de vivre selon sa devise : « Ne jamais voir un besoin sans chercher à y répondre » .

## Commémoration et sainteté

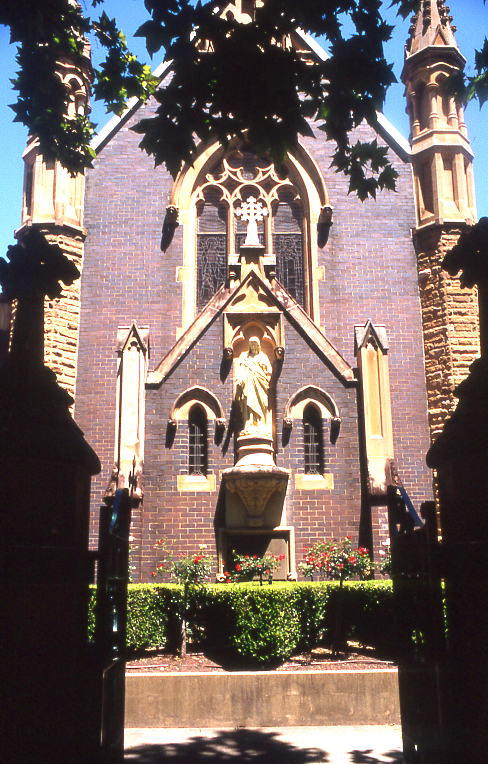
Chapelle commémorative Mary-Mackillop, à Sydney-Nord.

Depuis sa mort, elle est vénérée en Australie et reste un emblème des débuts de l'Église catholique dans ce pays. Une chapelle à sa mémoire, la Mary MacKillop Memorial Chapel, a été ouverte à Sydney-Nord en 1914. C'est également l'emplacement de son tombeau.
En 1973, la cause de béatification de Mary Mackillop a été introduite. En 1995 elle devenu la première Australienne à être béatifiée. Le 17 juillet 2008, le pape Benoît XVI a prié sur sa tombe lors de sa visite à Sydney pour les Journées mondiales de la jeunesse 2008,.
Le 19 décembre 2009, le Vatican a annoncé la reconnaissance d'un deuxième miracle attribué à son intercession. Sa canonisation a eu lieu le 17 octobre 2010. Cela fait d'elle la première sainte australienne canonisée.
Les Joséphites sont toujours présentes en Australie et en Nouvelle-Zélande et se sont aussi installées dans d'autres pays comme l'Irlande, le Timor oriental et le Pérou. Elles s'occupent d'éducation et travaillent avec les défavorisés, les nouveaux migrants et avec les indigènes.
Elle est une des rares saintes à avoir été un temps excommuniée par l'Église catholique.

## Adaptations
Mary MacKillop a inspiré un film semi-documentaire :
- Mary, par Kay Pavlou en 1994.

Et des pièces de théâtre :
- Her Holiness par Justin Fleming et Melvin Morrow.
- Mary MacKillop The Musical